# Prosopocoilus maclellandi maclellandi
Prosopocoilus maclellandi maclellandi es una subespecie de coleóptero de la familia Lucanidae.

## Distribución geográfica
Habita en Uttar Pradesh, Assam, Tailandia y  Birmania.